# Wu Chibing
Wu Chibing (chinesisch: 吴赤兵) (* 1964 in Sichuan) ist ein ehemaliger chinesischer Badmintonspieler, der später für die USA antrat.

## Karriere
Wu Chibing gewann bei der Badminton-Weltmeisterschaft 1989 Bronze im Mixed mit Yang Xinfang. Er siedelte später in die USA über und gewann dort 2000 die Einzelmeisterschaften im Doppel und Mixed. Bei den Boston Open erkämpfte er sich sieben Titel.

## Sportliche Erfolge
| Saison | Veranstaltung           | Disziplin    | Platz | Name                            |
| ------ | ----------------------- | ------------ | ----- | ------------------------------- |
| 1989   | Bulgarian International | Mixed        | 1     | Wu Chibing / Lin Yanfen         |
| 1989   | Weltmeisterschaft       | Mixed        | 3     | Wu Chibing / Yang Xinfang       |
| 1997   | Boston Open             | Mixed        | 1     | Wu Chibing / Alison Brown       |
| 1997   | Boston Open             | Herrendoppel | 1     | Tomasz Malcharek / Wu Chibing   |
| 1997   | Boston Open             | Herreneinzel | 1     | Wu Chibing                      |
| 1998   | Boston Open             | Herreneinzel | 1     | Wu Chibing                      |
| 1999   | Boston Open             | Herreneinzel | 1     | Wu Chibing                      |
| 2000   | US-Meisterschaft        | Mixed        | 1     | Wu Chibing / Melinda Keszthelyi |
| 2000   | US-Meisterschaft        | Herrendoppel | 1     | Mathew Fogarty / Wu Chibing     |
| 2002   | Boston Open             | Herreneinzel | 1     | Wu Chibing                      |
| 2003   | Boston Open             | Herrendoppel | 1     | Andy Chong / Wu Chibing         |